# Dorothea Weltecke
Dorothea Weltecke (Arolsen, 10 giugno 1967) è una storica tedesca.

## Biografia
Nel 1996, conseguì il Master of Arts presso la Libera Università di Berlino presso la quale studiò storia, storia dell'arte e ebraistica. Gli studi proseguirono anche grazie alla copertura del programma di borse di studio Studienstiftung, ottenuta ininterrottamente dal '92 al '99. A gennaio del 2001, completò il dottorato con una dissertazione intitolata Die „Beschreibung der Zeiten“ von Mōr Michael dem Großen (1126–1199). Eine Studie zu ihrem historischen und historiographiegeschichtlichen Kontext ("La Descrizione dei tempi di Mór Michael il Grande (1126-1199). Uno studio sul contesto storico e storiografico") che nello stesso anno fu premiata dall'ateneo col Premio "Ernst Reuter".
Dal 2000 al 2001, collaborò al progetto di ricerca chiamato Vertrauen (lett. "fede", "fiducia"), diretto da Ute Frevert in collaborazione con l'Università di Bielefeld, col contributo finanziario dell'associazione statale tedesca Deutsche Forschungsgemeinschaft. Successivamente, fino al 2007 ricoprì la posizione di assistente ricercatrice dello storico Frank Rexroth, all'Università di Gottinga.
Nel 2013 istituì il Centro studi di ricerca aramaica presso l'Università di Costanza.

Quatro anni più tardi, durante il semestre estivo ottenne una docenza all'Università Goethe di Francoforte. I suoi interessi di ricerca vertono sulla storia delle religioni dell'Oriente e dell'Europa in termini di scambi, conflitti e percezioni reciproche, nonché sulla storia delle chiese latine e orientali e delle relative eresie.

## Visione del Medioevo
Di religione cristiana, nell'articolo Space, Entanglement and Decentralisation ha proposto l'uso di tre modelli per schematizzare lo stato della Cristianità nel Medioevo europeo. Il "modello del bamboo" spiega che le Chiese cristiane non si svilupparono intorno ad un'autorità centrale quanto da un'interazione fra gruppi organizzati all'interno di gerarchie che tracciavano confini, introducendo differenziazioni e limitando di molto le possibili interazioni reciproche. Oltreché oppressi dall'interno da parte della loro autorità, tali gruppi -specialmente quelli religiosi- erano in competizione o in conflitto tra loro.
Tuttavia, la vita dell'uomo medievale era centrata intorno alla comunità e l'appartenenza ad un gruppo era imprescindibile per i singoli. Il modello locale pone l'enfasi sull'esistenza di chiese locali importanti quanto - e talora più- dell'autorità centrale romana: ad esempio,le tradizioni liturgiche per la celebrazione della Pasqua nelle Chiese d'Oriente, i rapporti fra la Chiesa di Melitene e le arre limitrofe dell'odierna Anatolia orientale, oppure le interazioni fra la Chiesa di Mosul e i cristiani delle Isole Britanniche.

Da ultimo, il modello a rete rappresenta le relazioni fra comunità al di là dei limiti di spazio e tempo: ad esempio, l'influsso dell'ascetismo siriaco sul monachesimo britannico. Esso rappresenta anche le esclusioni e i confini reciproci, i limiti imposti dai gruppi a uno o più membri esterni che tentino di accedere al loro ordine gerarchico interno.
I modelli sono tre viste parallele su una realtà di fatto, fotografati in un determinato tempo e spazio della storia. I tre modelli hanno trovato applicazione sia per l'analisi dei testi che delle comunità religiose in una specifica aree geografica e in un dato periodo storico. Ad esempio, esso è stato associato a un manoscritto siriaco della filosofia di Aristotele, nel quale a un certo punto si afferma che esso fu opera di un eretico. Il testo evidenzia una lingua e cultura condivise da cristiani, dhimmi e musulmani in una città dell'Asia (modello del bamboo), ma anche il fatto che qualcuno continuasse a tracciare precisi confini che identificavano una comunità (modello locale).
Riguardo al secondo tipo di applicazione, l'articolo Multireligiöse Loca Sancta und die mächtigen Heiligen der Christen« descrive l'esistenza di siti sacri multireligiosi nei quali Cristiani, Ebrei e musulmani praticavano i loro rispettivi riti, venerando solitamente uno comune santo cristiano.

Talora, un membro della famiglia cristiana si convertiva all'Islam, senza esserne espulso e dopo aver preso parte ai rituali altrui. Lo scambio religioso era agevolato dalla condivisione di cibo, vestiti, festività, pratiche mistiche e ascetiche, testi di teologia aristotelica.
Dopo il regno di Carlomagno, le conversioni religiose calarono molto e iniziarono ad essere tollerate comunità con i propri stili di vita, credenze, riti e sacerdoti. I gruppi adottarono tre categorie per i membri di altri gruppi: fedele, infedele e tollerato.
In modo opposto, altri progetti hanno provato che nel Medioevo esistevano credi religiosi molto differenti fra loro, elaborati da singoli individui dichiarati eretici. Secondo il libro Der Narr spricht: Es ist kein Gott, dai protocolli della Santa Inquisizione medievale risulta che gli studiosi eretici leggevano i testi antichi, creando letture personali che combinavano le idee neoplatoniche di Dio e del cosmo con pratiche religiose eccentriche e singolari. Tali credenze a volte diventavano patrimonio comune di una comunità. Infatti, gli scavi archeologici hanno portato alla luce l'esistenza di luoghi pagani di culto sorti intorno a laghi e fiumi, ma i suoi risultati non sono stati integrati dalla storiografia medievale la cui unica fonte scritta sono rimasti i resoconti dei missionari islamici o cristiani, viziati da un punto di vista non neutrale.
La differenziazione e i limiti della tolleranza riguardavano soprattutto l'autorità centrale per la quale non era concepibile un sultano cristiano o un islamico, ma neanche una donna sul trono di un regno latino. Inoltre, impattavano sull'accesso ai posti di potere. Durante il Medioevo tedesco, gli Ebrei avevano il diritto di cittadinanza, ma non potevano far parte delle gilde cristiane né costituirne di proprie né organizzarsi in modo politicamente autonomo. Gli islamici erano tollerati, ma er aloro precluso l'accesso a qualsiasi posizione di autorità civile o militare. Ed era loro vietato fare proselitismo o creare missioni. L'ingiustizia sociale, ciò che un individuo non avrebbe mai potuto diventare all'interno dei vari gruppi (politici, religiosi, di lavoro, ecc.) derivava da categorie correlate, da stati e norme chee si ripetevano in modo diametralmente opposto fra gruppi divergenti: il modello a rete è stato lo strumento per rappresentare i limiti posti dai gruppi allo sviluppo dei singoli.
I modelli elaborati dalla scienze storiche mostrano che Cristianesimo europeo non è quello che ha contribuito di più alCristianeismo mondiale. L'adozione di modelli storici radicalmente nuovi si è resa d'obbligo per integrare scientificamente la comune radice aramaica in relazione alle comunità cristiane e islamiche dell'Asia medievale e dell'Europa moderna. Uno di essi è il sistema di tre modelli proposti dalla Weltecke per i testi e i luoghi sacri e secolari del Medioevo europeo e dell'Asia moderna.

## Centro studi di ricerca aramaica
Il Centro studi di ricerca aramaica (in tedesco: Forschungsstelle für Aramäische Studien) è stato descritto dalla sua fondatrice come una delle prime istituzioni tedesche che integra la ricerca filologica sulla lingua e letteratura aramaiche con gli aspetti storici e sociologici.
Il suo perimetro di attività riguarda i cristiani delle chiese della tradizione siriaca, quali: la Chiesa ortodossa siriaca, la Chiesa assira d'Oriente e la Chiesa caldea, fra le altre). Gli studenti di dottorato svilupperanno autonomamente i propri progetti. Gli studiosi sono convinti dell'attualità di questi temi e che l'opinione pubblica abbia un interesse urgente di disporre di ricerche relativa alla situazione della diaspora, alla vita dei cristiani e alla coesistenza con le altre etnie religiose del Medio Oriente, in particolare in Turchia, Siria, Iran, Iraq e Israele.
La tradizione aramaica è una delle radici più profonde e importanti sia del Cristianesimo che dell'Islam. Le scienze storiche hanno dimostrato che il cristianesimo europeo rappresenta solamente una piccola quota della tradizione cristiana mondiale e che a fondamento delle molteplici tradizioni cristiane europee non c'è affatto un'unica tradizione giudaico-cristiana. Tuttavia, sia le cattedre medievali di teologia che quelle di orientalistica istituzionalizzate dal governo prussiano agli inizi del Novecento ebbero una scarsa eco nell'opinione pubblica, lasciando i loro risultati fruibili a un'élite di specialisti.
La Germania ebbe una filologia di prestigio riconosciuto a livello internazionale per diverse centinaia di anni, anche in riferimento alla lingua aramaica o al siriaco classico dei cristiani e della loro letteratura. Quest'ultima area disciplinare aveva una tradizione risalente alle facoltà teologiche delle università medievali. Tuttavia, la teologia e la teologia tedesche non erano mai occupate della storia secolare dei cristiani orientali: nei primi anni duemila, mentre molto era stato scritto sulla cristianità del Medioevo occidentale, le istituzioni e la cultura dei cristiani vissuti in Asia, nel mondo arabo o in età medievale, erano ancora sostanzialmente sconosciute.
Mentre si moltiplicavano le docenze e i finanziamenti statali agli studi di islamistica, che pure erano un'area di ricerca importante e molto poco battuta, la politica federale chiudeva le ultime cattedre sull'orientalismo cristiano esistenti in Germania, fatto che gli specialistici tedeschi denunciavano da anni. La produzione tedesca di studi islamici dei primi anni duemila teneva in scarsa considerazione la diversità religiosa dell'Africa e dell'Eurasia, rafforzando il punto di vista monolitico tradizionale, complice anche la frantumazione degli studi euroasiatici in una miriade di discipline indipendenti alle quali seguì la loro scomparsa dal panorama accademico.

## Opere selezionate
- (DE)  Die „Beschreibung der Zeiten von Mōr Michael dem Grossen (1126–1199)', Peeters, Lovanio, 2003, ISBN 90-429-1132-8.
- (DE)  „Der Narr spricht: Es ist kein Gott“. Atheismus, Unglauben und Glaubenszweifel vom 12. Jahrhundert bis zur Neuzeit., Campus-Verlag, Francoforte sul Meno, 2010, ISBN 978-3-593-39194-6.
- (DE)  Geschichte, Theologie, Liturgie und Gegenwartslage der syrischen Kirchen. Beiträge zum Sechsten Deutschen Syrologen-Symposium in Konstanz, Juli 2009., Harrassowitz, Wiesbaden 2012, ISBN 978-3-447-06732-4.
- (DE)  Dorothea Weltecke, Ulrich Rüdiger, Ulrich Gotter, Religiöse Vielfalt und der Umgang mit Minderheiten., UVK-Verlag, Costnza, 2015, ISBN 978-3-86764-536-2.